# 베이호

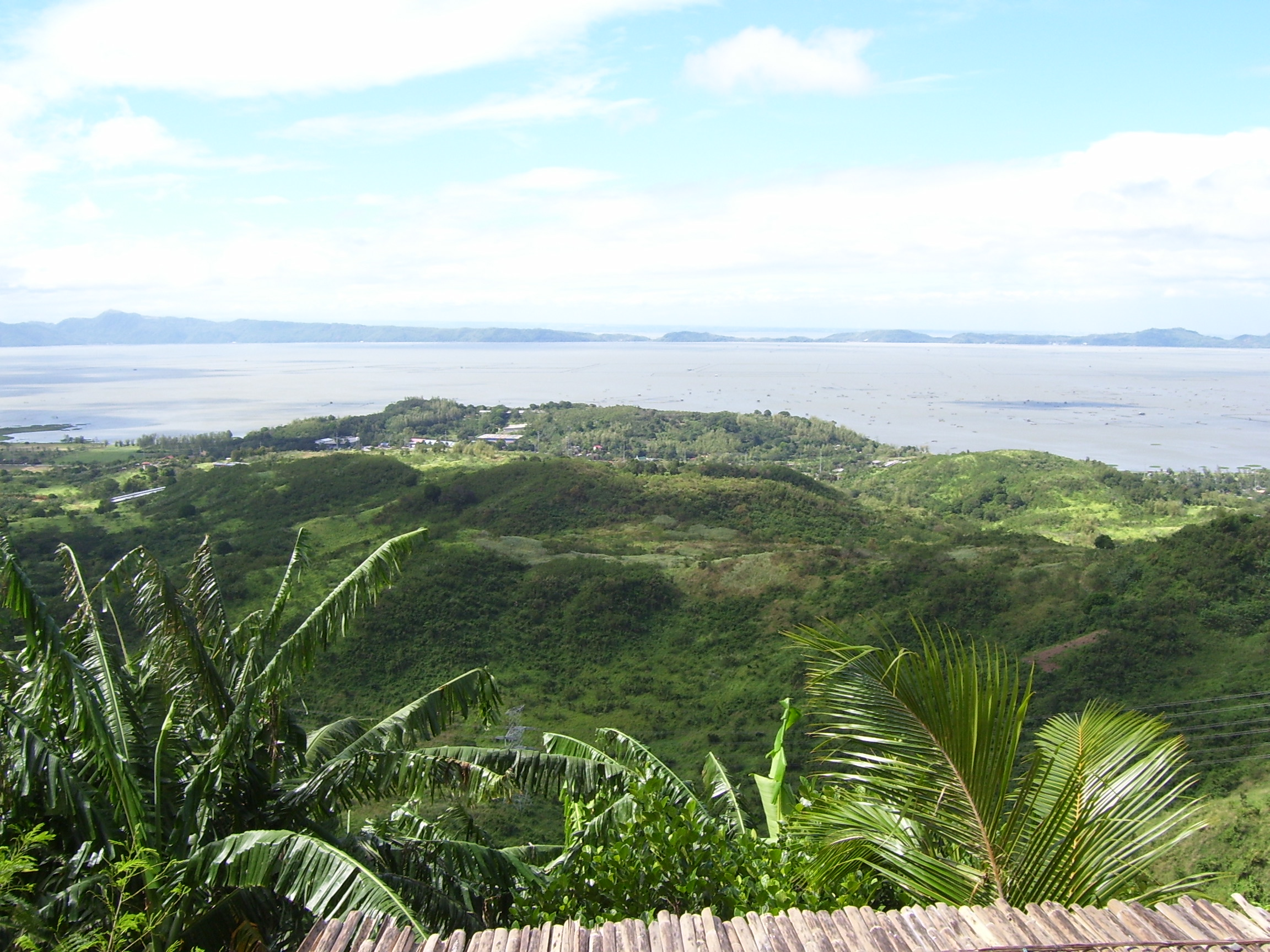
라구나 칼데라

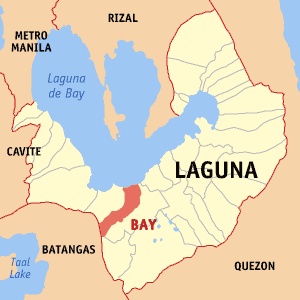
라구나 호수의 위치

베이호(타갈로그어: Lawa ng Baý)는 필리핀 북부 루손섬에 있는 호수로, 면적 949 km ²는 필리핀 최대의 크기이다. 라구나 데 베이(Laguna de Bay)라고도 알려져 있다

## 개요
호수는 메트로 마닐라(Metro Manila)와 칼라바 루손 지역(CALABARZON, Region IV - A)에 걸쳐서 있고, W모양을 하고 있다. 호수 안에는 타림 섬이 중앙에 솟아 있다. 북서부로 파시그강이 마닐라로 흘러가고 있다.
"라구나"(Laguna)는 스페인어로 호수라는 뜻으로, 남동부의 라구나주는 그대로 "호수의 주"라는 뜻이 되며, 통치 하의 미국인이 전파하여 현지에서는 라구나 드 베이를 "라구나 호수"(Laguna Lake)라고 부르고 있다. 그래서 스페인어 "라구나 드 비야"라고 하며, 타갈로그어에서는 "라와 낭 바에"(Lawa ng Bay)라고 한다.

## 같이 보기
- 라구나주